# Punish me with kisses
«Punish me with kisses» es el segundo sencillo del supergrupo formado por Robert Smith (The Cure) y Steven Severin (Siouxsie and the Banshees), The Glove, perteneciente a su primer y único trabajo, Blue Sunshine. Su primer sencillo se tituló «Like an animal».
El lanzamiento de este sencillo pasó prácticamente desapercibido ya que ambos grupos habían lanzado por aquellos tiempos sus más exitosos sencillos.

## Antecedentes y grabación
A finales de 1980, Steven Severin, bajista de los Banshees (Siouxsie & the Banshees) y Robert Smith, guitarrista y líder de The Cure se encontraron en el YMCA, un bar situado en la Tottenham Court Road de Londres, y allí empezaron a planear hacer un disco juntos fruto de sus gustos en común tanto musicales, literarios como cinematográficos. Justo entonces, Robert Smith estaba totalmente centrado en el tercer álbum de estudio con su banda The Cure, Faith. Pero aún tuvieron que esperar hasta 1983, tras la publicación y la gira del cuarto disco de The Cure, Pornography para empezar con aquel proyecto en común que se llamó The Glove, título basado en la película de The Beatles, Yellow Submarine.
Chris Parry, propietario de Fiction Records, le recordó a Smith que su contrato con su discográfica le prohibía cantar cualquier cosa fuera de los discos de The Cure. Por ello, Severin y Smith tuvieron que encontrar a alguien para cubrir las secciones vocales. Fue así como el dueto contactaron con Jeanette Landray, bailarina que por aquel entonces salía con el baterista de los Banshees, Budgie quien recomendó a Landray para ponerle la voz a las canciones de The Glove. Más adelante, la propia Landray, reconocería su papel en el disco como mero músico de sesión.
Asimismo, Severin recuerda en las notas de la edición remasterizada del disco como él y Smith grababan de seis de tarde a seis de la mañana y, después, se iban a su casa a ver películas gore como Contratiempo, Videodrome o Posesión infernal y así impregnar, con aquellas imágenes dantescas, las canciones que estaban produciendo, junto con el consumo abusivo de psicotrópicos.

## Recepción
El crítico Manuel Pinazo describió la canción en la revista Muzikalia como psicodélica con algunos ecos de Syd Barrett. En una reseña de la reedición de 2006 del álbum Blue Sunshine, que incluyó la remezcla de la canción «Punish Me with Kisses (Mike Hedges Mix)» del 7", Adam Besenyodi, editor asociado de la publicación en línea PopMatters dijo: "la profundidad de la versión del álbum se pierde en las orquestaciones de Mike Hedges con sonido de hojalata".

## Lista de canciones
Sencillo de 7"
1. «Punish Me with Kisses (Mike Hedges Mix)» (3:30)
2. «The Tightrope» (3:12)

## Créditos
| The Glove - Robert Smith - Guitarra - Steven Severin - Bajo eléctrico Músicos de sesión - Jeanette Landray - Voz (música) - Martin McCarrick - Teclados, Cuerdas - Ginny Heyes - Cuerdas - Anne Stephenson - Cuerdas - Andy Anderson - Batería | Producción - Productores - Robert Smith, Steven Severin, Merlin Griffiths - Ingenieros de Sonido - Merlin Griffiths - Fotografías - Christina Birrer, Michael Jake McMillan - Diseño de carátula - Da Gama - Masterizado en The Town House (Townhouse Studios) |